# Romejki (województwo podlaskie)
Romejki – wieś w Polsce położona w województwie podlaskim, w powiecie monieckim, w gminie Jaświły.
Wieś królewska (sioło) Romieyki, należąca do wójtostwa jaszwiłowskiego starostwa knyszyńskiego w 1602 roku, położona była w 1795 roku w ziemi bielskiej województwa podlaskiego. W latach 1975–1998 miejscowość administracyjnie należała do województwa białostockiego.
Wierni kościoła rzymskokatolickiego należą do parafii Najświętszego Serca Pana Jezusa w Jaświłach.